# Pilgrimage (série de livres)
Pilgrimage est une série de livres (novel sequence en anglais) de l'auteure britannique Dorothy Richardson, publiée au cours de la première moitié du XXe siècle. Elle comprend 13 volumes, dont un dernier volume posthume. Elle est considérée comme une œuvre importante de la littérature moderniste. Le terme employé par Dorothy Richardson à propos de chacun des volumes de la série est chapter (« chapitre »).

## Vue d'ensemble
La vie de Miriam Henderson, le personnage central de Pilgrimage, est une transposition de la propre vie de l'auteure entre 1891 et 1915. Pilgrimage a été lu comme une œuvre de fiction et « ses critiques ne soupçonnaient pas que son contenu était une refonte de la propre expérience de Dorothy Richardson », ni qu'il s'agissait d'un roman à clef.
Miriam, comme Dorothy Richardson, « est la troisième de quatre filles [dont] les parents avaient rêvé d'avoir un garçon et l'avaient traitée comme si elle répondait à cette attente. » Cette éducation se reflète dans la « forte ambivalence de Miriam envers son rôle de femme. » Dorothy Richardson avait la même ambivalence.

## Contenu
Le premier roman, Pointed Roofs (en) (1915), se déroule en 1893. À 17 ans, Miriam Henderson, comme Richardson elle-même, enseigne l'anglais dans une finishing school à Hanovre. L'auteur, comme le personnage, y sont contraints à cause des problèmes financiers de leur père. 
L'année suivante, 1916, Dorothy Richardson publie Backwater, dans lequel Miriam travaille comme gouvernante dans une école fréquentée par les filles de la classe moyenne du nord de Londres.
Honeycomb a été publié en 1917. La Saturday Review l'a présenté ainsi : « Mlle Richardson n'est pas sans talent mais c'est le talent de la neurasthénie. […] la seule chose vivante dans le livre [est] l'esprit morbide [de l'héroïne] ». Dans ce roman, Miriam travaille comme gouvernante pour les deux enfants de la famille Corrie, en 1895. M. Corrie est un avocat prospère. Honeycomb se termine par le suicide de la mère de Miriam. Les événements de ce roman sont à nouveau parallèles à la propre vie de Dorothy Richardson : sa mère s'est suicidée en 1895.
La quatrième partie, The Tunnel, paraît en 1919. Miriam y commence une vie plus indépendante lorsque, à 21 ans, elle loue une chambre à Bloomsbury dans le centre de Londres et travaille comme réceptionniste dans un cabinet dentaire. Ce sont des événements parallèles à la vie de Dorothy Richardson. Olive Heseltine a décrit le roman comme « simplement la vie. Informe, trivial, inutile, ennuyeux, beau, curieux, profond. Et surtout, captivant. ». D'un autre côté, un « critique masculin âgé », pour The Spectator trouva troublant que « Miss Richardson ne soit pas soucieuse de la satisfaction du lecteur moyen. »
Interim, publié en 1920, le cinquième roman, a été comparé dans The Little Review à Ulysse de James Joyce publié en 1919. Tandis que la New York Times Book Review admet que Richardson « a du talent », son héroïne « n'est pas particulièrement intéressante » et que « ce roman serait probablement presque inintelligible pour ceux qui n'ont pas une connaissance approfondie de ses romans précédents. » Une grande partie de l'action de ce chapitre de Pilgrimage se déroule dans le logement de Miriam.
La sixième section de Pilgrimage, Deadlock, paraît en 1921. Una Hunt (en), dans une critique de The New Republic, a évoqué son « intense excitation à lire ce roman » et le décrit comme « une expérience plutôt qu'un livre. » L'intérêt de l'auteure pour les théories et les idées philosophiques est au centre de Deadlock, bien que « des questions métaphysiques sur la nature de l'être et de la réalité imprègnent Pilgrimage dans son ensemble », dans Deadlock Richardson expose « une forme persistante et organisée dans la pensée mûrissante de Miriam » lorsqu'elle « assiste à des conférences du philosophe britannique idéaliste J. M. E. McTaggart », avec son colocataire Michael Shatov. Elle discute avec celui-ci les idées de Herbert Spencer, Ralph Waldo Emerson, Spinoza et Friedrich Nietzsche entre autres. Shatov est le double de Benjamin Grad, le fils d'un avocat juif de Russie, qui vivait en 1896 dans le même logement que Richardson sur Endesleigh Street, Bloomsbury, Londres. Grad a proposé à Richardson de l'épouser, mais elle a refusé.
Revolving Lights a été publié en 1923. L'amitié de Miriam avec Michael Shatov se poursuit, bien qu'elle ait rejeté la demande en mariage. Miriam passe de longues vacances dans la maison de bord de mer de Hypo et Alma Wilson, qui sont basés sur H. G. Wells et sa femme Amy. 
En 1925 paraît le huitième tome, The Trap. Miriam emménage dans un appartement qu'elle partage avec une Miss Hollande. Le titre indique que ce n'est pas une entreprise réussie.
Oberland a été publié en 1928 et décrit une quinzaine de jours passés par Miriam dans l'Oberland bernois, dans les Alpes suisses, reflet des vacances qu'y a passées Dorothy Richardson en 1904. Il « se concentre sur l'expérience et l'influence des voyages et des nouveaux environnements, célébrant un état d'émerveillement intense […], l'étrange bonheur d'être à l'étranger. »
La dixième partie de Pilgrimage, Dawn's Left Hand, a été publiée en 1931. Dans ce roman, Miriam a une liaison avec Hypo Wilson qui conduit à une grossesse et à une fausse couche, le tout reflet de la liaison de Dorothy Richardson avec H.G. Wells vers 1907. Le sexe est une préoccupation dominante de ce roman. L'amie de Miriam, Amabel, est basée sur Veronica Leslie-Jones, une militante et suffragette qui a épousé Benjamin Grad.
Quatre autres années s'écoulent avant que le onzième chapitre de Pilgrimage, Clear Horizon, soit publié en 1935. Dans celui-ci, la relation de Miriam avec Amabel se poursuit. 
Dimple Hill a été publié en 1938 dans le cadre d'une édition de l'ensemble en quatre volumes. Dimple Hill est le dernier volume de Pilgrimage publié pendant la vie de Dorothy Richardson. L'édition a été publiée comme un ouvrage complet en douze parties par l'éditeur.
En 1946, Dorothy Richardson publie, dans Life and Letters, trois chapitres de A Work in Progress, et à sa mort laisse un manuscrit incomplet du treizième « chapitre » de Pilgrimage,  March Moonlight, publié avec une nouvelle édition complète, en 1967. Il comporte une brève description de la rencontre de Miriam avec M. Noble, qui est basée sur la rencontre de Dorothy Richardson en 1915 avec Alan Odle, de quinze ans son cadet, un artiste, fils d'un directeur de banque, qui est devenu son mari en 1917. Ils vivaient tous les deux dans la même pension à St John's Wood à Londres.

## Style
En 1918, dans la revue The Egoist, May Sinclair a souligné l'utilisation caractéristique par Dorothy  Richardson du discours indirect libre dans le récit : « In this series there is no drama, no situation, no set scene.  Nothing happens.  It is just life going on and on.  It is Miriam Henderson’s stream of consciousness going on and on […] In identifying herself with this life, which is Miriam’s stream of consciousness, Miss Richardson produces her effect of being the first, of getting closer to reality than any of our novelists who are trying so desperately to get close. »,. Dès le début de Pilgrimage, elle utilise le courant de conscience. Il a été soutenu que le style de Dorothy  Richardson est plutôt comparable à celui de Henry James, plutôt qu'à celui de James Joyce et Virginia Woolf.

## Éditions originales
- Pointed Roofs (en), Londres, Duckworth & Co., 1915
- Backwater, Londres, Duckworth & Co., 1916
- Honeycomb, Londres, Duckworth & Co., 1917
- The tunnel, Londres, Duckworth & Co., 1919
- Interim, Londres, Duckworth & Co., 1920
- Deadlock, Londres, Duckworth & Co., 1921
- Revolving lights, Londres, Duckworth & Co., 1923
- The trap, Londres, Duckworth & Co., 1925
- Oberland, Londres, Duckworth & Co., 1927
- Dawn's left hand, Londres, Duckworth & Co., 1931
- Clear horizon, J.M. Dent & sons, ltd., & The Cresset press, 1935
- Pilgrimage, New York, A. A. Knopf, 1938  — v. 1. Pointed roofs. Backwater. Honeycomb.--v. 2. The tunnel. Interim.--v. 3. Deadlock. Revolving lights. The trap.--v. 4. Oberland. Dawn's left hand. Clear horizon. Dimple Hill.
- Pilgrimage, Londres, Dent, 1967  — v. 1. Pointed roofs. Backwater. Honeycomb.--v. 2. The tunnel. Interim.--v. 3. Deadlock. Revolving lights. The trap.--v. 4. Oberland. Dawn's left hand. Clear horizon. Dimple Hill. March moonlight.

## Traductions en français
- Toits pointus (The Pointed Roofs, Pilgrimage 1), Paris, Mercure de France, 1965.
- Eau morte (Backwater, Pilgrimage 2), Arles, B. Coutaz, 1989.
- Rayon de miel (Honeycomb, Pilgrimage 3), Arles, B. Coutaz, 1989.
- Le Tunnel (The Tunnel, Pilgrimage 4), Arles, B. Coutaz, 1990.
- Intérim (Interim, Pilgrimage 5), Paris, Les Belles Lettres, 1991.
- Impasse (Deadlock, Pilgrimage 6), Paris, Les Belles Lettres, 1992.